# New Albany (Mississippi)
New Albany is een plaats (city) in de Amerikaanse staat Mississippi, en valt bestuurlijk gezien onder Union County.

## Demografie
Bij de volkstelling in 2000 werd het aantal inwoners vastgesteld op 7607.
In 2006 is het aantal inwoners door het United States Census Bureau geschat op 8065, een stijging van 458 (6.0%).

## Geografie
Volgens het United States Census Bureau beslaat de plaats een oppervlakte van
44,4 km², waarvan 44,2 km² land en 0,2 km² water.

## Plaatsen in de nabije omgeving
De onderstaande figuur toont nabijgelegen plaatsen in een straal van 24 km rond New Albany.

## Geboren
- William Faulkner (1897-1962), schrijver en Nobelprijswinnaar (1949)